# 토마스와 친구들: 빅 월드 어드벤처
《토마스와 친구들: 빅 월드 어드벤처》(영어: Thomas & Friends: Big World! Big Adventures!)는 2018년 영국의 애니메이션 영화이다.